# Jørgen Bidstrup
Jørgen Bidstrup (1. april 1928 i København – 30. september 1992) var en dansk skuespiller.
Bidstrup, der var elev hos Else Højgaard, blev uddannet på Skuespilskolen ved Odense Teater i 1955. Efterfølgende blev han en del af ensemblet på Aalborg Teater, fra 1958 var han tilknyttet Frederiksberg Teater og fra 1961 Allé-Scenen på Frederiksberg. Han var fra 1962 scenens souschef og fra 1963 direktør. I 1968 vendte han tilbage til Odense Teater, og fra 1969 inspektør samme sted. Bidstrups mest markante rolle var i Jens Jørgen Thorsens Jesus vender tilbage, hvor han spillede en af kardinalerne.
Jørgen Bidstrup var medlem af Den Danske Frimurerorden.

## Filmografi
- Soldaterkammerater rykker ud (1959)
- Gøngehøvdingen (1961)
- Vi har det jo dejligt (1963)
- To (1964)
- Don Olsen kommer til byen (1964)
- Mord i Paradis (1988)
- En dag i oktober (1991)
- Jesus vender tilbage (1992)

### Tv-serier
- Ka' de lide østers? (1967)